# Script (agência)
A Script é uma agência de publicidade brasileira, fundada em junho de 1994, no Rio de janeiro, por Carlos Nolasco, Ricardo Real e Rodrigo Amado.
Com uma proposta que combina vanguarda criativa e uma visão multidisciplinar sobre a comunicação tornou-se uma das agências de maior destaque no Prêmio O Globo de Propaganda, conquistando 6 Grand Prixs e o título de cliente mais premiado para a Taco nas comemorações pelos 10 anos de existência da competição.
Escolhida  Agência do Ano 2009 pelo Colunistas.